# Всероссийский научно-исследовательский институт кукурузы
Федеральное государственное бюджетное научное учреждение «Всероссийский научно-исследовательский институт кукурузы»
Институт основан постановлением Госагропрома СССР № 8 от 27 января 1987 г. в городе Нальчик. Создавался институт для селекции гибридов кукурузы ранних и среднеранних сортов, разработки технологии агротехнических работ, производства и реализации семян выводимых сортов.
В первые годы с участием специалистов из Венгрии были созданы раннеспелые гибриды Нарт 150 СВ и Нарт 170 СВ.
В 1994 году, приказом Российской академии сельскохозяйственных наук в целях совершенствования сети научных учреждений и по согласованию с Правительством Российской Федерации ВНИИ кукурузы был переведён в Пятигорск.
В структуру института входят три филиала ( Сибирский, Воронежский) и четыре отдела (селекции кукурузы, первичного и элитного семеноводства, технологии возделывания кукурузы, семеноводства родительских форм и гибридов кукурузы), а также сектор обработки семян кукурузы.

## Основные результаты деятельности
- за 30 лет создано 80 конкуретноспособных гибридов кукурузы разных групп спелости и направления использования, широко возделываемых в производстве;
- запатентовано 35 гибридов и 25 самоопылённых линий;
- разработана система семеноводства гибридов кукурузы на современном уровне, обеспечивающая высокую гибридность (не менее 96%) и высокие физические качества семян;
- семена гибридов кукурузы селекции ФГБНУ ВНИИ кукурузы составляют не менее 30% от всего объёма семян гибридов кукурузы российского производства;
- разработаны эффективные ресурсосберегающие, экологически безопасные технологии возделывания кукурузы;
- институт является координатором по селекции и семеноводству кукурузы научных учреждений Российской Федерации;
- проводит совместную работу по селекции и семеноводству гибридов кукурузы с селекционными учреждениями (фирмами) России, Венгрии, Германии и Турции.

## Директора
- с 1987 года — Николай Никитович Евтушенко, Герой Социалистического Труда[3].
- 1990 — 2015 — Владимир Семёнович Сотченко, академик РАН (2013)
- 2022 — 2024 — и.о. Вячеслав Викторович Дридигер
- 2024 — н.в. — врио директора Лавр Андреевич Крюков